# Alexander Színház
Az Alexander Színház (finnül:  Aleksanterin Teatteri) az orosz uralom ideje alatt a Finnország területén élő oroszok színháza volt.

## Történelem
A színház megálmodója és építtetője Nikolay Adleberg kormányzó volt, aki maga is nagy színházrajongó hírében állt. Adleberg 1875-ben kapott engedélyt az építkezésre II. Sándor orosz cártól. Ezzel a törekvéssel a Helsinkiben élő oroszok művelődését igyekezett támogatni. Az épületet Colonel Pjotr Petrovitš Benard tervezte. A nézőtér tervezője és kivitelezője a szentpétervári építész Jeronim Osuhovsky, a mennyezeti freskókat a finn Severin Falkman készítette. A pétervári Mariinskij Színház mintájára 12 Cupido állandó nézője a daraboknak. Az épület 1879 októberében készült el. 1880. március 30-án nyitotta meg kapuit a nagyérdeműnek Charles Gounod Faustjával, Alexander Színház néven az engedélyeket és támogatást nyújtó II. Sándor után. 
1917-ben Finnország kikiáltotta függetlenségét, aminek köszönhetően az egyébként sem túl jól működő színház épületébe a Finn Nemzeti Opera és Balett költözhetett 1918-ban és használta állandó helyszíneként egészen 1993-ig, amikor jelenlegi helyére költözhettek. Ugyanebben az évben az épület visszakapta az Alexander Színház nevet. Azóta befogadó színházként üzemel. Az épületben továbbá különböző irodák, próbahelyiségek, táncstúdiók működnek napjainkban. 
A legenda szerint a színházban egy tiszt szelleme kísért, aki a Krími-háborúban halt meg és akkor költözött Helsinkibe, mikor az épület csempéit beszállították Alandból.